# Pereute
Pereute es un género  de mariposas de la familia Pieridae. Se encuentra en Brasil.

## Especies
- Pereute antodyca (Boisduval, 1836)
- Pereute callinice (Felder, C & R Felder, 1861)
- Pereute callinira Staudinger, 1884
- Pereute charops (Boisduval, 1836)
- Pereute cheops Staudinger, 1884
- Pereute leucodrosime (Kollar, 1850)
- Pereute lindemannae Reissinger, 1970
- Pereute swainsoni (Gray, 1832)
- Pereute telthusa (Hewitson, 1860)